# Mikel Alonso
Pour les articles homonymes, voir Alonso.
Mikel Alonso est un footballeur espagnol né le 17 mai 1980 à Tolosa (Pays basque) en Espagne. Il évoluait au poste de milieu de terrain.
C'est le frère aîné de Xabi Alonso et le fils de Miguel Ángel Alonso.

## Palmarès
Vierge